# Literatura Republicii Moldova
Literatura Moldovei include scrierile din perioada Principatului Moldovei, din Moldova de peste Prut, Basarabia, Republica Autonomă Sovietică Socialistă Moldovenească, Republica Sovietică Socialistă Moldovenească și din actuala Republică Moldova, indiferent de limba în care au fost scrise. Deși identitatea lingvistică a fost un subiect de dezbatere intensă, limba moldovenească și limba română sunt, în esență, aceleași și împărtășesc o tradiție literară comună. Prin urmare, literatura moldovenească se suprapune în mare parte cu literatura română.

## Istorie
Înainte de apariția literaturii scrise în Moldova, a existat un bogat folclor care s-a conturat încă din secolele al X-lea și al XI-lea. Acesta cuprindea poezie ritualică legată de calendare și tradiții familiale (cum este Plugușorul), basme, epopei eroice (precum Hidra, Toma Alimoș, Cavalerul Gruia Grozovan, Mihul Copilul, Codreanu, Corbea), cântece istorice (Duca Vodă, Buzhor, Tobultok), legende populare, proverbe, zicători, cântece lirice și balade (Soarele și Luna, Bogatul și Săracul, Dolca). Cea mai mare realizare a poeziei epico-lirice pastorale este balada Miorița, ale cărei diferite variante au fost găsite pe întreg teritoriul României. Lupta națională împotriva ocupației otomane se reflectă în balada Fântâna de ger, care era cunoscută nu doar în Principatul Moldovei, ci și în Țara Românească.

### Evul Mediu
Primele texte scrise din Moldova datează de la sfârșitul secolelor X-XI și au fost redactate în slavona bisericească veche (sau bulgara medie), care era limba oficială a bisericii și a statului până în secolul al XVII-lea, dar și limba literară a vremii. În această limbă au fost scrise importante opere religioase și istorice, precum Viața Sfântului Ioan cel Nou și predicile lui Grigore Tsamblak, care a fost ierarh al Bisericii Moldovei între 1401 și 1403. De asemenea, în slavonă au fost redactate cronici anonime din secolele al XIV-lea și al XV-lea, dar și lucrările lui Macarie, Eftimie și Azarie din secolul al XVI-lea. Prima carte tipărită în Moldova a fost Cazania (o colecție de tâlcuiri ale Evangheliilor), scrisă de Mitropolitul Varlaam (1590-1657) și publicată în 1643. Urmașul său, Mitropolitul Dosoftei (1624-1693), a tradus Psaltirea în versuri, aceasta fiind una dintre primele opere importante în limba română.
Începând cu secolul al XV-lea, literatura moldovenească a fost influențată de literatura latină, răspândită în principal de dominicani și franciscani, precum și de culturile slavilor de sud, în special din Serbia și Bulgaria. Prima jumătate a secolului al XVII-lea a fost o perioadă de trezire a conștiinței naționale în rândul românilor. Domnul Moldovei, Vasile Lupu, a jucat un rol important în această evoluție, fondând o universitate, mai multe tipografii (începând din 1642) și introducând primul cod de legi al Moldovei. Printre aceste legi se numărau și cele privind iobăgia, care ofereau privilegii importante marilor proprietari de pământ.
În a doua jumătate a secolului al XV-lea, literatura istorică a început să se dezvolte în Principatul Moldovei. Cronicile erau redactate la inițiativa și sub supravegherea domnitorilor, având scopul de a le glorifica domnia și faptele. În timpul lui Ștefan cel Mare, a fost scrisă o cronică oficială în limba slavonă. Deși originalul s-a pierdut, conținutul său a fost păstrat în cinci versiuni diferite: Cronica anonimă, Cronica Mănăstirii Putna (în două variante), Cronica moldo-germană, Cronica ruso-moldovenească și Cronica moldo-polonă. Deși toate aceste versiuni acoperă domnia lui Ștefan, ele prezintă diferențe și adăugiri ulterioare făcute de copiști.
Istoriografia moldovenească în limba slavonă a continuat să se dezvolte și în secolul al XVI-lea. Cronica lui Macarie Romanul, redactată la cererea lui Petru Rareș, acoperă evenimentele istorice petrecute între 1504 și 1551. Ulterior, Eftimie, egumenul mănăstirii Căpriana, a fost însărcinat de Alexandru Lăpușneanu să continue lucrarea lui Macarie, incluzând evenimentele dintre 1541 și 1554. Pentru perioada 1554-1574, cronica a fost continuată de călugărul Azarie, discipol al lui Macarie, la ordinul lui Petru Șchiopul. Aceste cronici din secolul al XVI-lea aveau ca scop principal consolidarea ideii de putere centralizată în Moldova și sublinierea continuității dintre istoria romană, greacă și cea moldovenească. Azarie a fost ultimul reprezentant al școlii de cronicari de curte.
Letopisețele Moldovei oferă o imagine asupra evenimentelor desfășurate între secolele XIV și XVIII. Acestea descriu faptele și realizările diferiților domnitori, precum și rolul mănăstirilor, care erau principalii susținători ai culturii creștine din acea perioadă. Începând cu secolul al XVII-lea, cronicile au început să fie scrise și în limba română. Cei mai cunoscuți cronicari moldoveni sunt Grigore Ureche (1590-1647), Miron Costin (1633-1691) și Ion Neculce (1672-1745).
Istoriografia moldovenească a ajuns la nivelul științei europene contemporane prin lucrările lui Dimitrie Cantemir (1673-1723). Acesta a fost autorul uneia dintre cele mai cuprinzătoare istorii ale turcilor, Istoria creșterii și descreșterii Imperiului Otoman (1714), care a fost tradusă în numeroase limbi europene. O altă lucrare de mare valoare istorică, etnografică și geografică este Descrierea Moldovei (1716), un document esențial pentru înțelegerea trecutului și specificului cultural al Moldovei.

### Epoca Modernă

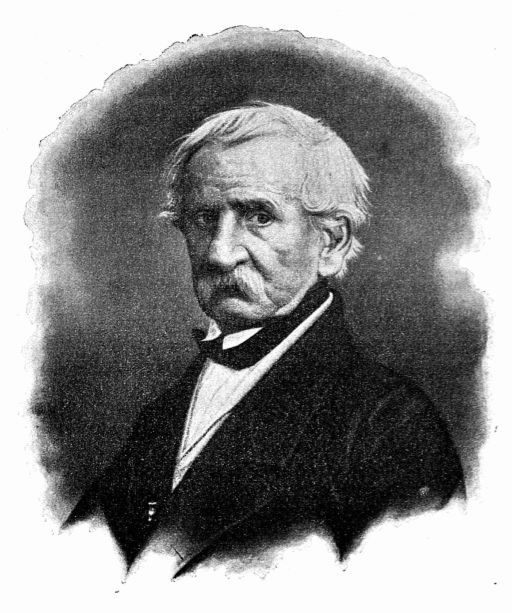
Gheorghe Asachi

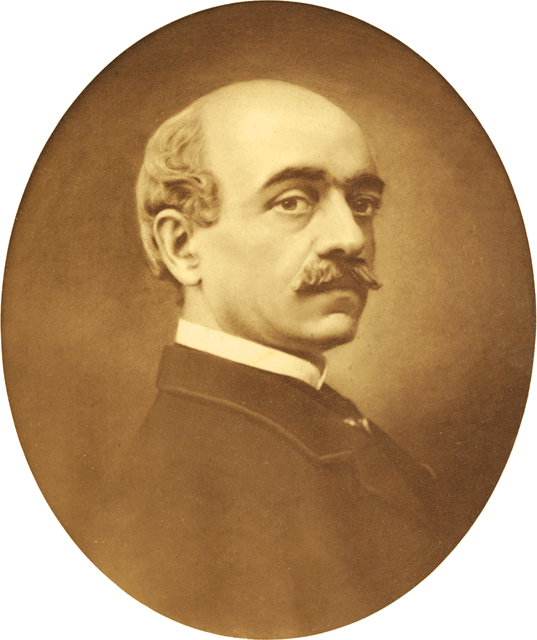
Vasile Alecsandri

Abia spre sfârșitul secolului al XVII-lea și începutul secolului al XVIII-lea a început să se dezvolte în Moldova o literatură laică. Așa-numita Școală Ardeleană a promovat ideea originii romane a poporului român și a limbii sale, contribuind astfel la dezvoltarea conștiinței naționale încă de la sfârșitul secolului al XVII-lea. Această mișcare „latinistă” i-a avut printre reprezentanți pe Samuil Micu-Klein (1745-1808), Gheorghe Șincai (1754-1816) și Petru Maior (1756-1821). În 1780, Samuil Micu-Klein a publicat Elemente ale limbii daco-romane sau valahice, o gramatică ce susținea filiația latină a limbii române. Alte lucrări științifice și istorice importante includ Cronica românilor și a altor neamuri de Gheorghe Șincai, la care a lucrat peste treizeci de ani și care a fost publicată postum, precum și Istoria pentru începutul românilor în Dacia (1812) și Dialog despre începutul limbii române între unchi și nepot (1819) de Petru Maior.
Alexandru Beldiman (1832-1898) a scris cronica Tragodia sau mai bine a zice jalnica Moldovei întâmplare după răzvrătirea grecilor, care relatează tulburările sociale din timpul răscoalei țărănești din 1821 împotriva boierilor. Literatura din prima jumătate a secolului al XIX-lea reflecta în mare parte lupta socială dintre țăranii săraci și clasa marilor proprietari de pământ, atât în Moldova, cât și în Țara Românească. În această perioadă au apărut numeroase cântece dedicate haiducilor, personaje văzute diferit în funcție de sursă: literatura burgheză îi portretiza adesea ca răufăcători, în timp ce folclorul îi idealiza ca eroi ai poporului și apărători ai drepturilor țărănimii. Tot în acest context, stilul muzical național moldovenesc, Doina, s-a răspândit pe scară largă. 
Printre fondatorii poeziei lirice moldovenești se numără Ienăchiță Văcărescu și fiul său, Alecu Văcărescu. Ambii au scris cântece de dragoste în tradiția poetului grec antic Anacreon, un exemplu cunoscut fiind Amărâta turturea.
La începutul secolului al XIX-lea, au devenit cunoscuți scriitorii Gheorghe Asachi (fondatorul primului ziar moldovenesc Albina Românească în 1829), Alecu Donici, Alecu Russo, Constantin Stamati, Bogdan Petriceicu Hasdeu și Mihail Kogălniceanu.
Mihail Kogălniceanu a publicat revista Dacia literară, precum și jurnalul istoric Arhiva Românească în anul 1840. Împreună cu Vasile Alecsandri și Constantin Negruzzi, a editat revista literară Revista, care a fost închisă la scurt timp din cauza cenzurii.
Negruzzi poate fi considerat fondatorul prozei moderne moldovenești. A participat la răscoala țărănească din 1821, iar după aceea s-a refugiat în Basarabia, unde l-a cunoscut pe Aleksandr Pușkin, de la care a preluat o influență profundă.
În a doua jumătate a secolului al XIX-lea, literatura moldovenească a fost puternic influențată de clasa de mijloc, în special de cultura franceză. Curentul latinist care lua amploare în Transilvania găsit un ecou considerabil și în Moldova și Țara Românească. De asemenea, literatura germană a avut un impact semnificativ asupra literaturii moldovenești.
Poetul și dramaturgul Vasile Alecsandri a fost activ în mișcarea națională pentru unirea Moldovei și Țării Românești, participând la Revoluția de la 1848. A condus revistele Progress și Dacia Literară și a fondat jurnalul România Literară. În 1888, Elena Sevastos a publicat colecția Cântece Moldovenești. Naționalismul, estetismul și idealizarea artei populare au caracterizat colecțiile de folclor ale epocii. Pe de altă parte, criticul și politicianul Titu Maiorescu a reprezentat un curent conservator în artă. Bogdan Petriceicu Hasdeu, editor al gazetei Troian și al revistei satirice Cerienok, era foarte popular. Criticii au remarcat că, în Moldova de peste Prut și în alte provincii românești, începea să se contureze o cultură română francofonă. Totodată, secolul al XIX-lea a fost marcat de afirmarea unei literaturi naționaliste. 
Scriitorul Nicolae Istrati a fost primul dramaturg istoric moldovean. El a înființat mai multe școli în Moldova.

### Republica Socialistă Sovietică Autonomă Moldovenească

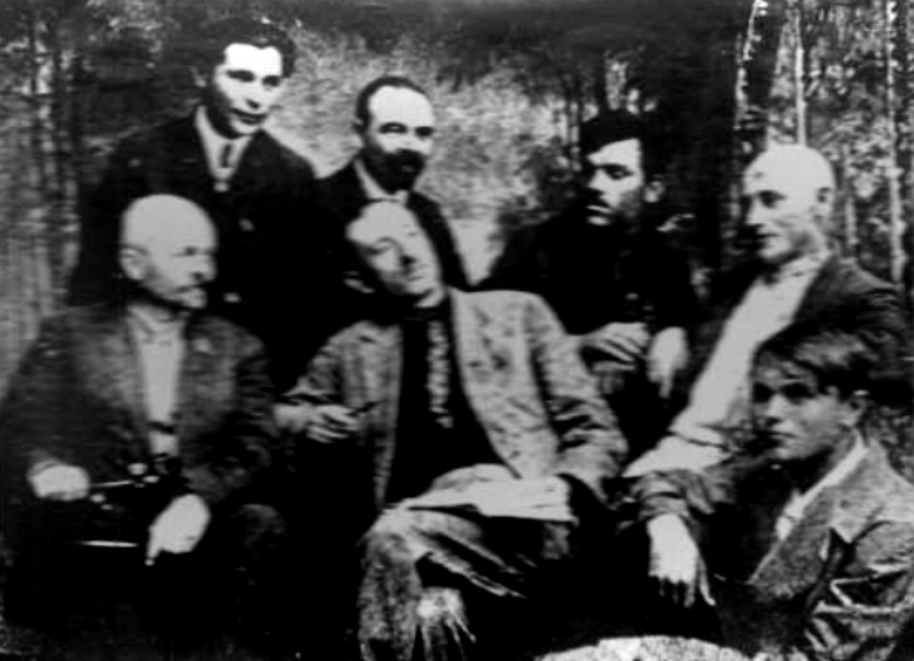
Scriitorii din RASS Moldovenească. În rândul din spate, de la stânga la dreapta: Samuil Lehtțîr, G. C. Gordinschi, Mihai Andriescu, Dmitrii Milev. Rândul din față, Semion Dumitrașco, Pavel Chioru, Piotr Ijițchi.

Din 1926, ziarul Plugarul Roșu publicat la Tiraspol, a fost urmat de Pagini literare, iar în mai 1927 a fost organizată revista Moldova literară, care a ocupat un loc important în literatura moldovenească. În aprilie 1927 a fost înființată Uniunea Scriitorilor Sovietici Moldoveni (Răsăritul), sub conducerea lui Mozeș Cahana. La sfârșitul anului 1931, uniunea scriitorilor din Tiraspol s-a divizat în două secțiuni: Tinerimea și Ularf. În noiembrie, revista Moldova literară s-a reorganizat într-o publicație politico-literară lunară numită Octombrie organ al Uniunii Scriitorilor și al secției socio-literare a Comitetului științific moldovenesc. Începând cu 1930, a început să fie publicată și revista pentru tineret Scânteia leninistă.
Dmitrii Milev poate fi considerat primul scriitor sovietic din Republica Autonomă Sovietică Socialistă Moldovenească. În povestirile sale, Milev descrie în detaliu cruzimea și teroarea fascismului românesc într-un sat basarabean, precum și protestul și rezistența țărănimii. Totuși, Milev înfățișează țăranii basarabeni ca o masă omogenă, din care se desprind eroi individuali. Mișcarea revoluționară apare ca fiind spontană și lipsită de perspectivă. Unele dintre lucrările sale au o notă de pesimism, chiar dacă acesta este mascat subtil. 
Mihai Andriescu, s-a născut într-o familie de țărani în Basarabia și a fost un poet comunist iar unele dintre cele mai importante opere ale acestuia au fost: Navalire și Grigore Malini.
Teodor Malai, s-a născut tot în Basarabia, acesta era un fermier sar totodată a luptat în Războiul Civil, a organizat ferme colective, dar a fost și un membru senior al întâlnirilor colective. Opera sa abordează teme precum Revoluția din Octombrie, dictatura proletariatului, lupta de clasă, problemele construcției socialismului, apărarea URSS-ului, precum și viața în Partid și Comsomol.
Unul dintre cei mai activi promotori ai literaturii sovietice moldovenești a fost. Samuil Lehtțir, organizator al Uniunii Scriitorilor Sovietici din Moldova și fondator al revistei literare Moldova literară. În primele sale poezii, precum volumul Poezii (1929), a imitat adesea stilul folcloric Doina, încercând să surprindă mișcările revoluționare din Basarabia. Între 1928 și 1929 a scris eseuri critice. Volumul său de poezii În flăcări, publicat în 1931, reflectă o evoluție artistică și ideologică semnificativă. Colecția sa de poezii Nikita ilustrează lupta de clasă în cadrul colhozurilor, iar lucrarea Căderea epigonilor marchează tranziția sa către realismul socialist. Lehtțir este considerat și inițiatorul dramaturgiei moldovenești. Piesa sa Codreanu (1930) prezintă episoade din revolta iobagilor conduși de un haiduc.
Trebuie să notăm în revistă și lucrările poetului Caftanaki precum: nuvela „Cabanita”, poeziile „Donbasul Alb”, „Greiler Elevator”, „Fuljeraria”. 
Unul dintre cei mai importanți scriitori moldoveni ai perioadei este Markov, cunoscut pentru lucrările sale majore, precum Ce a fost, nu va mai fi, Lupta, colecția de povestiri Pentru puterea sovietică (1930), volumul de poezii Cuvântul viu (1930), Valea neagră și altele.
Poetul Leonid Corneanu (1909-1957) este cunoscut mai ales pentru poemul „Tiraspolul” (1932), în care oferă o imagine vie a capitalei moldovenești, surprinzând atât perspectivele sale de dezvoltare, cât și măreția clădirilor. De asemenea, a avut o contribuție importantă la culegerea și publicarea cântecelor populare moldovenești, remarcându-se prin volumul Cântece norodnice moldovenești (1939). Opera sa este strâns legată de realitățile epocii, putând fi considerată o adevărată cronică a vremurilor. Corneanu a jucat, de asemenea, un rol esențial în dezvoltarea literaturii pentru copii din Moldova, publicând, printre altele, Pionierii în țeh (1934).
Mozeș Cahana (1897-1974), originar din Bicazu Ardelean, a fost primul președinte al Uniunii Scriitorilor din RASS Moldovenească, funcție din care a promovat scriitori locali. A fost implicată în mișcarea proletcultistă și a publicat mai multe lucrări în diverse ziare sovietice. A contribuit de asemenea la dezvoltarea limbii Esperanto în Moldova și în restul Uniunii Sovietice.
Romancierul Ion Canna (1902-1979) a publicat în revista Moldova literară povestirea satirică „Râșnița” (1926), precum și alte scrieri inspirate din Războiul Civil, construcția socialismului la sate și colectivizarea agriculturii. În 1937 a apărut volumul său Două întâlniri, remarcabil prin diversitatea temelor abordate, descrierea „omului nou” și un stil expresiv, plin de forță. Cu toate acestea, Canna a ajuns ulterior într-o poziție ingrată, pierzându-și reputația de fondator al literaturii sovietice moldovenești din cauza acuzațiilor de plagiat.
Printre alți scriitori proeminenți se remarcă D. Bătrânsea (Mai sus făclia ardă).
În 1929, scriitorul român Panait Istrati a vizitat URSS, trăind o perioadă în RASS Moldovenească, găzduit de Ecaterina Arbore (comisar al poporului pentru sănătate al RASSM). În urma vizitei, scrie Spovedania unui învins, într-o anumită măsură inspirată din relatările Ecaterinei. În această lucrare, Istrati laudă realizările ei în funcție de comisar at ocrotirii sănătății în RASSM și o compară cu Ana Meșterului Manole (așa cum Ana a fost sacrificată pentru edificarea mănăstirii, așa și Ecaterina Arbore s-ar fi sacrificat prin alăturarea la bolșevism). Condițiile grele pentru oamenii din RASS Moldovenească au contribuit denunțarea publică a stalinismului de către Istrati.

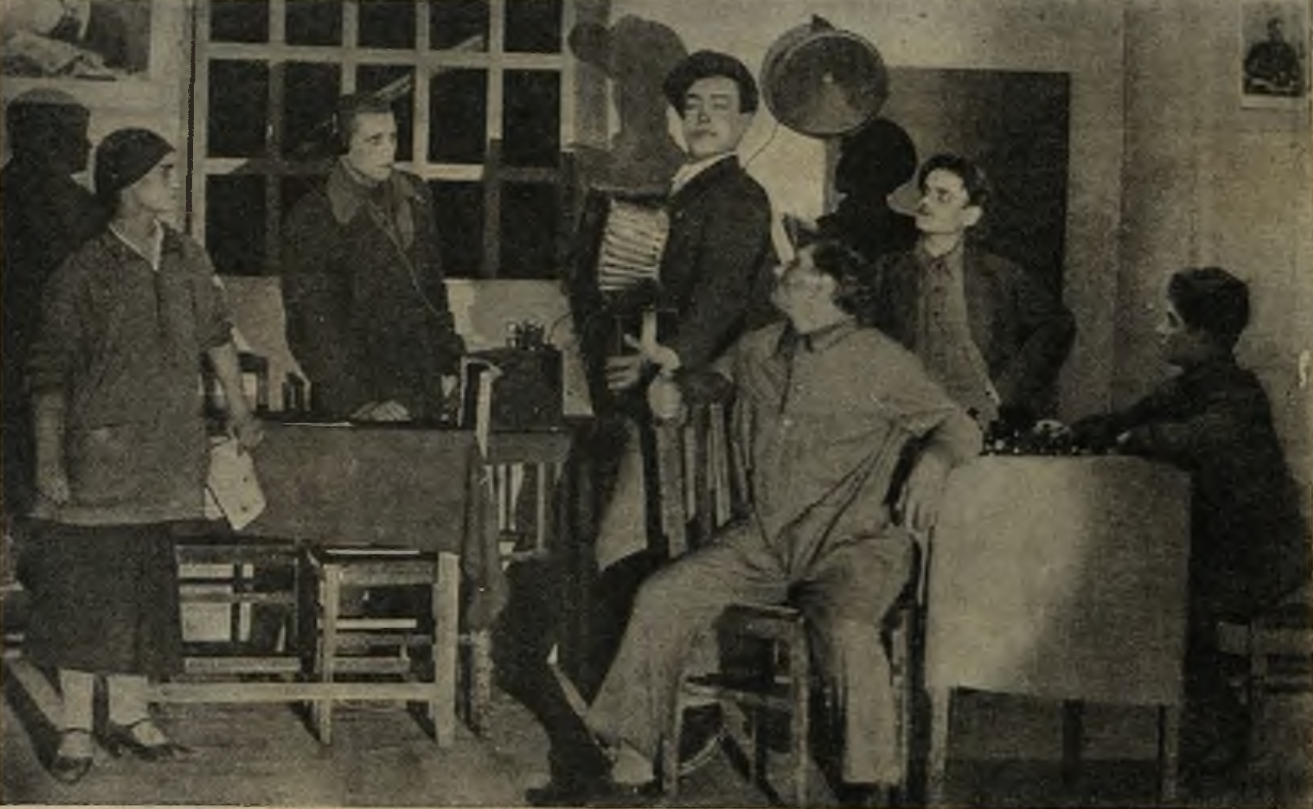
Piesa Biruința de Samuil Lehtțir, interpretată la Teatrul de Stat din Tiraspol, în 1933.

### Basarabia în cadrul României Mari

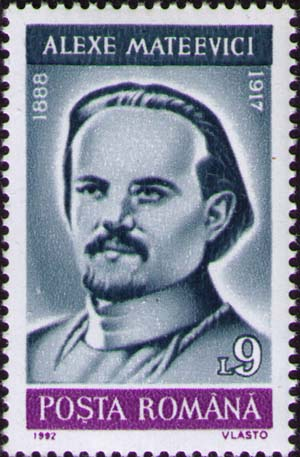
Alexei Mateevici

Alexei Mateevici (1888-1917) a fost unul dintre cei mai importanți poeți din Basarabia: poemele lui Limba noastră, Țăranii, Eu cânt, Țara fiind deosebit de importante.
Scriitorul comunist Mozeș Cahana, care a fost primul președinte al Uniunii Scriitorilor din RASS Moldovenească, a fost ulterior trimis de Comintern în România, locuind la Chișinău. Printre scriitorii implicați în mișcarea revoluționară clandestină și în lupta antifascistă din Basarabia s-au numărat Nicolae Romanenco (1906-2000), Emilian Bucov (1909-1984) și Andrei Lupan (1912-1992). Dintre colecțiile de poezie semnificative ale lui Bukov se remarcă Acest soare (1937) și China (1938). Această perioadă a marcat și începutul activității literare pentru alți scriitori importanți, precum George Meniuc (1918-1987), Bogdan Istru (1914-1993), Teodor Nencev (1913-1944), Liviu Deleanu (1911-1967), Nicolai Costenco (1913-1993), Alexandru Robot (1916-1941), Grigore Adam (1914-1946), Vera Panfil (1905-1961), Călin Gruia (1915-1989), Alexandru Terziman (1894-1943), David Vetrov (1913-1952), Iurie Barjanschi (1922-1986), Mihail Curicheru (1910-1943), Vladimir Cavarnali (1910-1966), Lotis Dolënga (1905-1961), Petre Ștefănucă (1906-1942), Gheorghe Bogaci (1915-1991), Sergiu Grossu (1920-2009), Paul Mihnea (1921-1994), Emil Gane (1906-1966), Leonid Șeptițchi (1919-1970) și alții.
În 1931, scriitorul basarabean Sergiu Cujbă a înființat la Ismail Societatea dramatică Gavriil Musicescu, ce avea drept scop propagarea culturii românești în Bugeac.
Liuba Dimitriu (1901-1930) a fost, în ciuda vieții sale scurte, un important reprezentant al modernismului în România interbelică. Poeziile ei au fost marcate de o sensibilitate profundă.
Leon Donici (1887-1926) a fost unul dintre cei mai proeminenți scriitori din Basarabia interbelică.
Constantin Virgil Gheorghiu (1916-1992) a absolvit liceul militar din Chișinău, în perioada 1928-1936, Basarabia fiind des întâlnită în operele sale.
A existat o scurtă scânteie de literatură găgăuză în anii 1920 și 1930 în Basarabia, aceasta este reprezentată de opera unui preot Mihail Ciachir (1861-1938), care a creat primul dicționar, gramatica a limbii găgăuză și care a tradus numeroase documente religioase în această limbă
În perioada interbelică s-a desfășurat și o importantă activitate a scriitorilor evrei din Basarabia în limba idiș. Câteva exemple includ: Ariel Coprov, Tania Fuchs, Iakov Iakir, Azriel Ianover, Herș-Leib Kajber, Leib Kuperstein, Zelig Bardicever, Moisei Altman, Aaron Oknitzer, Herzl Rivkin, Boris Roisen, Zolmen Rozental, Motl Saktsier, Iacob Sternberg, Șulim Sudit, Daniel Șehter, Ihil Șraibman, Meir Haratz, Iosl Lerner, Zvi Zelman și Iosef Trahtenberg.

### Republica Sovietică Socialistă Moldova

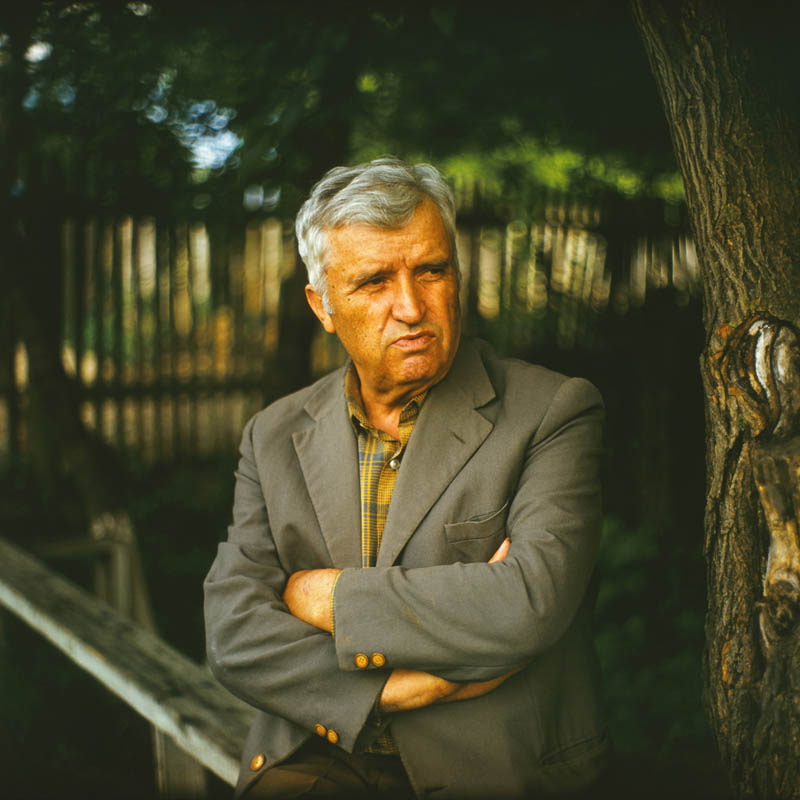
Andrei Lupan

În timpul celui de-al Doilea Război Mondiall, mai mulți autori moldoveni au servit în Armata Sovietică, așa cum sunt: Samson Șleahu (1915-1993), Alexandru Lipcan (1908-1977), Lev Barskii (1909-1974). În acea perioadă poezia și jurnalismul au înflorit semnificativ. Poezii și articole create de către Emilian Bucov, Bogdan Istru, Andrei Lupan, Liviu Deleanu și George Meniuc au fost publicate în revista Moldova Socialistă (la Moscova, 1942-1944), în ziare și reviste centrale, acestea au fost difuzate și la radio. Traduceri în limba rusă ale lucrărilor lui Bukov, Te văd, Moldova (1942) și Primăvara pe Nistru (1944), au fost publicate la Moscova. 
Perioada postbelică a fost una rodnică pentru dezvoltarea tuturor genurilor literare. Emilian Bukov a câștigat popularitate datorită mai multor cărți pentru copii, printre care Andrieș (1946), De vorbă cu cei mici (1953) și Basm cu cele patru zâne (1972). Alte lucrări epice notabile includ Satul uitat (1940) și Față în față (1945) de Andrei Lupan, Pogorna (1947) și Primăvara în Carpați (1955) de Bogdan Istru, Cântec de zori (1948) de George Meniuc, Tinerețe nemuritoare (1950) de Liviu Deleanu și Cuvântul mamei (1952) de Nicolai Krucheniuk. Aceste opere reflectă lupta împotriva invadatorilor naziști, colectivizarea agriculturii și eforturile pentru menținerea păcii. Tot în această perioadă s-au remarcat poeți precum Iosif Balțan (1923-1975), Constantin Condrea (1920-2009), Petru Zadnipru (1927-1976) și Anatol Gujel(1922-2022).
Poetul Nicolae Țurcanu (1918-1985), aflat în conflict cu Emilian Bucov, a fost deportat 8 ani în Siberia, la gulag. În perioada de detenție a scris cea mai valoroasă operă a sa, "Caietul Verde", ce include 269 de poezii și 2 poeme, toate scrise cu alfabetul latin. A fost coleg cu Aleksandr Soljenițîn, care a scris despre el în cartea O zi din viața lui Ivan Denisovici.
Lucrări apreciate atât de critici, cât și de public au inclus: Frunze de dor (1957) de Ion Druță, Zbor frânt (1966) de Vladimir Beșleagă și Oameni și destine (1958) de Ariadna Șalari.
Genurile eseului și povestirii scurte au fost dezvoltate cu succes de către scriitorii menționați anterior, precum și de Vasile Vasilache, Alexei Marinat și R. Lunghu.
Alexandru Gromov a fost un important scriitor de literatură științifico-fantastică din RSSM.
Dramaturgia a cunoscut o dezvoltare importantă în Moldova Sovietică. Lucrări precum Lumina (1948) de Lupan, Dunărea învolburată (1957) de Bukov, Roata timpului (1959) de Anna Lupan, Păsări fără aripi (1957) de Rahmil Portnoi, Amărăciunea iubirii (1958) de Corneanu, Copii și mere (1961) de Condrea și Păsările tinereții noastre (1972) de Druță sunt printre cele mai proeminente.
În anii 1960 și 1970 au apărut romane și volume de poezie remarcabile: romanul lui Druță Baladele câmpiilor (1963), colecția de poezii a lui Bukov Ziua de azi, ziua de mâine (1965), Legile ospitalității (1966) de Lupan, Rădăcinile (1966) de L. Damian, Insula cerbilor (1966) de Victor Teleucăre și Poezii (1965) de Grigore Vieru.
A existat, de asemenea, o tradiție importantă de traducere în limba moldovenească a operelor din limba rusă și a capodoperelor din alte limbi ale lumii. Printre traducătorii de seamă s-au numărat Alexandru Cosmescu (1922-1989), Iurie Barjanschi (1922-1986), Alexandru Lipcan (1908-1977), P. Starostin, I. Crețu și alții. 
Scriitorii de limbă rusă din Moldova i-au inclus pe romancierii L. Mischenko și G. Uspensky, precum și pe poeții N. Savostin, B. Marian, V. Izmailov, S. Burlak și Vadim Chirkov. De asemenea, au existat opere scrise în limba găgăuză de Dmitri Kara-Çoban (1933-1986) și Dionis Tanasoglu (1922-2006).

### Moldova independentă
De la obținerea independenței, Moldova și-a continuat tradiția literară în diverse genuri. Vasile Gârneț se află în avangarda romanului experimental, cu lucrarea Martorul (1988), iar Grigore Chiper scrie o proză cotidiană, conștient fragmentară.
Nicolae Popa's Avionul mirosea a pește (2008) este un roman postmodern care simbolizează liniștea poporului său, în ciuda dificultăților impuse de istorie. Dumitru Crudu Măcel în Georgia (2008) este o reflecție ironică asupra naturii fundamentale neschimbate a țării sale, fie că este sovietică sau independentă.
Emilian Galaicu-Păun (Aer cu Diamante) este un poet contemporan numit și elocvent, asigurat și implicat în politică
Limba găgăuză a cunoscut o renaștere în Republica Moldova după obținerea independenței. În 1988, a început să fie publicat săptămânalul Ana Sözü (Limba maternă), iar în 1991, la Comrat, a fost înființată o universitate găgăuză.

## Politică și controverse
De-a lungul existenței RSS Moldovenești și RSS a avut loc o luptă aprigă între așa-numiții moldovenești și româniști, o schismă cauzată de atitudinea lor față de identitatea lingvistică a limbii moldovenești era o limbă separată, cu propria tradiție, sau o derivată a normei literare românești? Această dispută s-a purtat în cadrul Uniunii Scriitorilor Sovietici din Moldova, ducând la numeroase scindări și reforme. La sfârșitul anilor 1940, noi tensiuni politice au fost generate de integrarea scriitorilor basarabeni în Uniune, unde aceștia au intrat în conflict cu transnistrenii. Ca urmare a destinderii de după moartea lui Stalin, basarabenii au reușit să impună o versiune românească a limbii moldovenești, singura excepție fiind alfabetul, care a rămas în continuare chirilic.
După independență, Republica Moldova modernă și-a schimbat grafia înapoi la limba latină.
În același timp, exista o considerabilă rusofobie, fapt care a fost reflectat în operele unor poeți precum Petru Cărare (vizitator neprimit) și Grigore Vieru, care a promovat naționalismul printre moldovenii etici în defavoarea minorității vorbitoare de limbă rusă.

## Legături extrne
- Lunacharsky, A.V., ed. (1934). „Moldovan Literature”. Literary Encyclopedia. 7. Moscow: Sovietskaya Entsiklopedia. Accesat în 24 iunie 2013.
- Mokhov, N.A. (1964). Moldaviia epokhi feodalizma (în Russian). Chișinău.
- Литература ши арта Молдовей Енчиклопедие Literatura si arta Moldovei Enciclopedie in 2 volume. Chișinău: Redacția Principală a Enciclopediei Sovietice Moldovenești. 1985. Accesat în 16 august 2025.
- Foot, Sarah; Robinson, Chase F. (2012). The Oxford History of Historical Writing: Volume 2: 400-1400. Oxford University Press. ISBN 978-0-19-923642-8. Accesat în 7 iulie 2013.